# کالج برد
کالج برد (به انگلیسی: College Board) یک سازمان غیرانتفاعی با هدف رساندن دانش آموزان به موفقیت و فرصت تحصیل در کالج‌ها و دانشگاه‌ها می‌باشد. این مؤسسه در کشور آمریکا قرار دارد و در دسامبر سال ۱۸۹۹ تأسیس شد تا دسترسی به آموزش عالی را گسترش دهد. امروزه بیش از ۶۰۰۰ هزار مؤسسه آموزش عالی برتر در همکاری با کالج برد می‌باشد. مرکز اصلی مؤسسه کالج برد در شهر نیویورک قرار دارد و رئیس هیئت کالج برد هم‌اکنون آقای دوید کلمن می‌باشد که از سال ۲۰۱۲ این سمت را به دست گرفته‌است.
بخشی از هزینه‌های مؤسسه کالج برد توسط بنیادهای مالی مانند بنیاد بیل و ملیندا گیتس تهیه می‌شود. کالج برد علاوه برگزاری آزمون‌های ورودی کالج کمک‌های مالی، استخدام و پذیرش و … نیز برای برخی از دانش آموزان خود در نظر می‌گیرد.

## تاریخچه
کالج برد در تاریخ ۲۲ دسامبر ۱۸۹۹ توسط نمایندگان ۱۲ دانشگاه و سه آکادمی مقدماتی دبیرستان در دانشگاه کلمبیا تأسیس شد؛ که عبارت است از:
- دانشگاه کلمبیا
- دانشگاه کولگیت
- دانشگاه پنسیلوانیا
- دانشگاه نیویورک
- کالج بارنارد
- کالج یونین
- دانشگاه راتگرز
- کالج واسر
- کالج برین مار
- کالج زنان بالتیمور (هم‌اکنون کالج گوچر)
- دانشگاه پرینستون
- دانشگاه کرنل
- آکادمی نیوآرک
- دبیرستان مختلط، نیویورک
- انستیتوی دانشگاهی، نیویورک

هدف این مؤسسه برگزاری آزمون ورودی کالج برای رشته‌های: " گیاه‌شناسی، شیمی، انگلیسی، فرانسوی، آلمانی، یونانی، تاریخ، لاتین، ریاضیات، فیزیک، جانورشناسی " بود؛ که پس از گذشت سال‌ها حوزه فعالیت مؤسسه نیز پیشرفت کرد.

## آزمون‌ها وبرنامه ها
اس ای تی (SAT): آزمون SAT در سال ۱۹۰۱ شروع به فعالیت کرد و در سال ۱۹۲۶ اولین بار در کشور آمریکا توسط کالج برد برگزار شد. SAT توسط کالج برد در ایالات متحده اداره می‌شود و توسط سرویس تست آموزشی (ETS) تهیه و منتشر می‌شود. آزمون SAT نوشتن (writing)، خواندن (reading) و ریاضیات (mathematics) را در بر می‌گیرد. نمره آزمون اس ای تی از ۴۰۰ تا ۱۶۰۰ محاسبه می‌شود. مدت زمان اعتبار بین المللی آزمون اس ای تی در تمامی کشور ها 5 سال و در ترکیه 2 سال می باشد.
قیمت پایه برای ثبت نام در آزمون ۴۹٫۵۰ دلار می‌باشد. البته باید اشاره کرد که هزینه آزمون فقط این مورد نمی‌باشد و به ازای هر درخواست اضافه مانند اعلام نتایج از طریق تلفن، بخش مقاله اختیاری و … هزینه‌های دیگری باید پرداخت کرد. علاوه بر این‌ها متقاضیان خارج از کشور آمریکا باید هزینه دیگر به هزینهٔ منطقه ای پرداخت کنند که حدود ۴۳ تا ۵۳ دلار است. در کل هزینه آزمون برای افراد خارج از کشور ممکن است تا ۲۰۰ دلار یا بیشتر نیز بشود. با این وجود یکی از آزمون‌های کم هزینه در دنیا می‌باشد و افراد کم درآمد نیز می‌توانند در آن شرکت کنند.
PSAT / NMSQT : یک آزمون برای آمادگی بیشتر در آزمون SAT می‌باشد تا متقاضیان با آمادگی بیشتری در آزمون SAT شرکت نمایند.
برنامه تعیین سطح پیشرفته (Advanced Placement Program): برنامه تعیین سطح پیشرفته کالج برد یک برنامه گسترده‌است که به دانش آموزان دبیرستانی این فرصت را می‌دهد تا در آنچه که کالج برد به عنوان کلاس‌های هم سطح کالج (دانشگاه) توصیف می‌کند، شرکت کنند. طبق گزارش‌ها، افق فکری دانشجویان را گسترش داده و آنها را برای کار در کالج آماده می‌کند.

##### CSS / مشخصات کمک مالی
موسسه کالج برد همچنین کمک های مالی هم ارائه می دهد که تحت سرویس درخواستی در وبسایت می باشد و افراد می توانند جهت کمک های مالی خانوادگی و یا بسته های کمک مالی درخواست دهند. در کمال تعجب برای درخواست کمک مالی 25 دلار و برای درخواست های بیشتر باید 16 دلار پرداخت نمایید.